# Rodolfo Olgiati
Rodolfo Olgiati (Lugano, 30 de juny de 1905 — Berna, 31 de maig de 1986) fou un pedagog i activista humanitari suís.

## Biografia

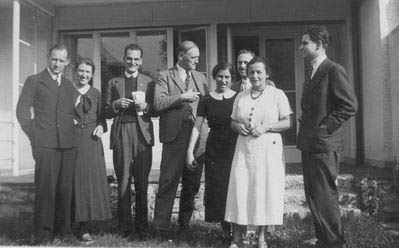
Comitè de SCI el 1936 a Suïssa. Olgiati tercer des de l'esquerra, Pierre Cérésole a la seva dreta.

Rodolfo Olgiati era fill d'Emilio Olgiati i de Fanny Pozzy. Va assistir a l'escola a Coira i a Berna. Després de graduar-se a la secundària, va estudiar matemàtiques i física a l'Escola Politècnica General de Zuric i es va graduar com a professor. Del 1929 al 1932 va exercir de professor a l' Escola Odenwald ("Odenwaldschule") a Ober-Hambach en Heppenheim, creada el 1910 per Paul Geheeb seguint el moviment de les escoles noves. El pas per aquesta escola va tenir una gran influència en el seu pensament i acció. El 1933 va treballar en una institució per a infants difícils a Anglaterra. De 1934 a 1935 treballà en l'educació de joves per a Fritz Wartenweiler, pedagog i pacifista suís fundador del centre de formació d'adults Herzberg. El 1935 Olgiati es convertí en el secretari de l'entitat pacifista, Servei Civil Internacional (SCI), creada el 1920 per Pierre Ceresole.
Durant la guerra d'Espanya, Olgiati va ser el secretari, també, del Comitè Suís d'Ajuda als Nens d'Espanya, més conegut com a Ajuda Suïssa, una plataforma d'entitats no governamentals, liderada pel Servei Civil Internacional que va desenvolupar des del 1937 una missió humanitària bàsicament en la zona republicana. La missió va consistir, sobretot, en l'evacuació d'infants des de zones castigades per la guerra cap a altres llocs més segurs; el suport material i humà en el repartiment de queviures i altres articles de primera necessitat procedents de les donacions suïsses en colònies infantils, hospitals i refugis; l'organització de cantines de llet per a la població vulnerable o desplaçada. Els voluntaris van treballar, sobretot, a Madrid, Burjassot (València) i Barcelona.
A Espanya va conèixer Irma Schneider, també voluntària del Servei Civil Internacional, la seva futura esposa, que com a exprofessora a l'escola suïssa de Barcelona, regentava la cantina per a dones embarassades i lactants a Madrid, que formava part de les instal·lacions de l'Ajuda Suïssa. Olgiati i Schneider també van coincidir en Barcelona amb una altra voluntària del SCI, Ruth von Wild. Més endavant, l'any 1944 va escriure les seves memòries i reflexions sobre la seva experiència durant la guerra: "No va començar a Espanya".
Després de la Retirada (gener-febrer 1939), l'Ajuda Suïssa va continuar prestant serveis a la població refugiada, reorganitzant la seva infraestructura al sud de França. És en aquest context que es crea la colònia per a infants espanyols refugiats (colònia suïssa del Château du Lac) a Sijan (Aude) i la maternitat d'Elna, dirigides per Ruth von Wild i Elisabeth Eidenbenz, respectivament. Poc després de l'esclat de la Segona Guerra Mundial, l'ajuda humanitària es va estendre a altres països en guerra. El comitè va passar a anomenar-se "Càrtel Suís de Socors als Infants víctimes de la guerra", Olgiati va mantenir-se en la secretaria, coordinant una campanya per a la tasca humanitària a la "zona lliure" del sud de França i a Suïssa del 1940 al 1941, les activitats dels voluntaris i les negociacions amb les autoritats a Berna.
El gener de 1942, quan el Càrtel fou transferit a la Creu Roja, Olgiati va aportar la seva experiència organitzativa com a secretari central, però va dimitir a finals de 1943.
Des de finals de 1944 fins a 1948 va ser el responsable d'operacions del Schweizer Spende o Don suisse, entitat d'ajuda per a la reconstrucció post-bèl·lica que a partir del 1948 va esdevenir l'Ajuda suïssa a Europa (actualment SwissAid). Va comptar amb la col·laboració de Marianne Flügge-Oeri, que també havia format part de l'Ajuda Suïssa. En particular, Olgiati va gestionar l'ajuda per a la població desplaçada a Alemanya. Del 1949 al 1970 va ser membre de la Creu Roja Internacional amb seu a Ginebra, a on es va traslladar.

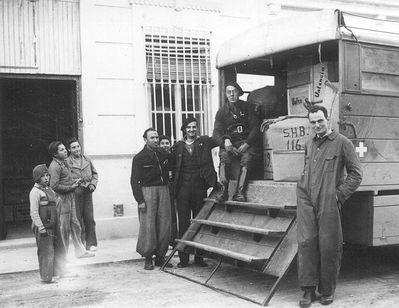
Transport de menjar per part de l'Ajuda Suïssa a Espanya el 1937, durant la Guerra Civil. Rodolfo Olgiati apareix en primer pla.

Olgiati és considerat com un dels principals fundadors de l'organització suïssa d'ajut al desenvolupament Helvetas, l'any 1955, amb el propòsit de transitar des de l'ajuda a la reconstrucció a Europa cap al treball per a la pau a les regions extraeuropees. Així doncs, el 1955 funda l'associació l'Ajuda suïssa a les regions extraeuropees (ASRE) (en alemany Schweizerisches Hilfswerk für aussereuropäische Gebiete), conjuntament amb Regina Kägi-Fuchsmann, també activista amb una trajectòria similar. Aquesta entitat a partir del 1965 es va convertir en Helvetas. Del 1949 al 1958 Olgiati va treballar també per al CICR (Comité Internacional de la Creu Roja). El 1958 va assumir la direcció de la recent fundada Llar Evangèlica de Suïssa Oriental a Wartensee (cantó de Saint-Gall). Al llarg de la seva vida, Olgiati també va treballar per a la creació d'un servei civil alternatiu al militar a Suïssa.
El 1958 va ser nomenat doctor honoris causa per la Universitat de Basilea.
Després de la seva jubilació, el 1970, va ser membre honorari del CICR.

## Obres
- « Réflexions sur l'aide suisse dans l'après-guerre », Lausanne, 1944, 7 p., tiré à part de Suisse contemporaine
- Nicht in Spanien hat's begonnen : von Erfahrungen und Erlebnissen internationaler Hilfsarbeit, Bern, H. Lang & Cie, 1944.
- Werkplätze einer Zukunft, Bern, H. Lang, 1975 (ISBN 326101444X)